# Aline Wirley
Aline Wirley da Silva (også kendt som Aline Wirley, født 18. december 1981) er en brasiliansk sangerinde, og sangskriver. Hun kendes primært som forsanger for Rouge.
I 2002 vandt han talentudstillingen Popstars og sluttede sig til den brasilianske pigegruppe Rouge indtil 2006, med hvilken han udgav fire studioalbum, Rouge (2002), C'est La Vie (2003), Blá Blá Blá (2004) og Mil og Uma Noites (2005), der solgte i alt 6 millioner eksemplarer og blev den mest succesrige kvindelige gruppe i Brasilien og en af de tyve, der solgte mest i verden.
I 2008 debuterede hun som skuespillerinde i musicals, da hun sluttede sig til rollen som O Soar da Liberdade, som karakteren Mia. Den 2. februar 2009 udgav han sit første soloalbum, Saudades do Samba, uafhængigt påvirket af tropicália. Det følgende år spillede han Jane på Hairspray og var mellem 2010 og 2011 på Hair som Mary Janet. Det største højdepunkt i hans karriere kom i 2012, da han sluttede sig til Tim Maia: Vale Tudo, en musical inspireret af sangers spor, der blev tilbage i rollen som Zé Maurício indtil 2014. På samme tid, mellem 2013 og 2014, turnerede han adskillige byer med sin første turné med titlen Ritualística og fortolkede MPB-sange og tropicália. I 2014 fødte hun sit første barn, Antônio. I 2016 vender han tilbage til scenen på musicalen Show i Simonal og spiller Angela, en af Simonetes, vokalisterne, der ledsagede Wilson Simonal på hans shows.
I 2017 vender han tilbage med gruppen Rouge til oprindeligt fire shows som en del af projektet Chá da Alice, og kort tid derefter starter han i 2018 en turné med gruppen ud over at frigive en ny single. I 2019 bliver hun dommer for The Four Brasil hos RecordTV.